# یواس‌اس ماروکین (دی‌ای-۱۰۹)
یواس‌اس ماروکین (دی‌ای-۱۰۹) (به انگلیسی: USS Marocain (DE-109)) یک کشتی بود که طول آن ۳۰۶ فوت (۹۳ متر) بود. این کشتی در سال ۱۹۴۴ ساخته شد.